# 4. etape af PostNord Danmark Rundt 2021
4. etape af PostNord Danmark Rundt 2021 var en 188,4 km lang kuperet etape, der blev kørt den 13. august 2021. Den startede i Holbæk og sluttede ved Vestre Havneplads i Kalundborg. 
En gruppe på seks ryttere kom samlet til mål, hvor amerikanske Colin Joyce fra Rally Cycling var hurtigste mand i spurten. Sebastian Nielsen (Restaurant Suri-Carl Ras) tog andenpladsen, mens Martin Salmon fra Team DSM kom ind på tredjepladsen.

## Ruten
Rytterne blev sendt afsted fra Holbæk Sportsby. Feltet skulle blandt andet igennem Vipperød, Tølløse, Mørkøv, Jyderup og Svebølle. Når rytterne nåede til Kalundborg skulle de seks gange igennem en rundstrækning på 19,6 kilometer, hvor feltet skulle op over både Møllebakken og Bøgebakken, inden det flade stykke mod mål ad Kystvejen. Der er i alt 1340 højdemeter.

## Resultater

### Etaperesultat
| \| Etaperesultat \| Etaperesultat \| Etaperesultat \| Etaperesultat \| Etaperesultat \| \| Rytter \| Rytter \| Hold \| Tid \| \| \| ------------- \| -------------------------- \| ------------------------ \| ------------- \| ------------- \| \| 1. \| Colin Joyce \| Rally Cycling \| \| \| \| 2. \| Sebastian Nielsen \| Restaurant Suri-Carl Ras \| + 0" \| \| \| 3. \| Martin Salmon \| Team DSM \| + 0" \| \| \| 4. \| Magnus Bak Klaris \| Danmark \| + 0" \| \| \| 5. \| Aaron Van Poucke \| Sport Vlaanderen-Baloise \| + 0" \| \| \| 6. \| Mads Østergaard Kristensen \| ColoQuick \| + 2" \| \| \| 7. \| Giacomo Nizzolo \| Qhubeka NextHash \| + 6" \| \| \| 8. \| Mads Pedersen \| Trek-Segafredo \| + 6" \| \| \| 9. \| Mark Cavendish \| Deceuninck-Quick Step \| + 6" \| \| \| 10. \| Michael Mørkøv \| Deceuninck-Quick Step \| + 6" \| \| |                            |                          |      |
| |                            |                          |      |
| Kilde: ProCyclingStats |                            |                          |      |
| Etaperesultat |                            |                          |      |
| Rytter | Rytter                     | Hold                     | Tid  |
| 1. | Colin Joyce                | Rally Cycling            |      |
| 2. | Sebastian Nielsen          | Restaurant Suri-Carl Ras | + 0" |
| 3. | Martin Salmon              | Team DSM                 | + 0" |
| 4. | Magnus Bak Klaris          | Danmark                  | + 0" |
| 5. | Aaron Van Poucke           | Sport Vlaanderen-Baloise | + 0" |
| 6. | Mads Østergaard Kristensen | ColoQuick                | + 2" |
| 7. | Giacomo Nizzolo            | Qhubeka NextHash         | + 6" |
| 8. | Mads Pedersen              | Trek-Segafredo           | + 6" |
| 9. | Mark Cavendish             | Deceuninck-Quick Step    | + 6" |
| 10. | Michael Mørkøv             | Deceuninck-Quick Step    | + 6" |

### Klassement efter etapen
| \| Samlede stilling \| Samlede stilling \| Samlede stilling \| Samlede stilling \| Samlede stilling \| \| Rytter \| Rytter \| Hold \| Tid \| \| \| ---------------- \| ------------------ \| ------------------------- \| ---------------- \| ---------------- \| \| 1. \| Remco Evenepoel \| Deceuninck-Quick Step \| 7t 07' 04" \| \| \| 2. \| Tosh Van der Sande \| Lotto-Soudal \| + 1' 33" \| \| \| 3. \| Mads Pedersen \| Trek-Segafredo \| + 1' 36" \| \| \| 4. \| Nick van der Lijke \| Riwal Cycling Team \| + 1' 38" \| \| \| 5. \| Mike Teunissen \| Jumbo-Visma \| + 1' 40" \| \| \| 6. \| Anthon Charmig \| Uno-X DARE Development \| + 2' 16" \| \| \| 7. \| Milan Menten \| Bingoal Pauwels Sauces WB \| + 3' 31" \| \| \| 8. \| Rasmus Tiller \| Uno-X Pro Cycling Team \| + 3' 33" \| \| \| 9. \| Lucas Eriksson \| Riwal Cycling Team \| + 3' 33" \| \| \| 10. \| Mattias Skjelmose \| Trek-Segafredo \| + 3' 43" \| \| |                    |                           |            |
| |                    |                           |            |
| Kilde: ProCyclingStats |                    |                           |            |
| Samlede stilling |                    |                           |            |
| Rytter | Rytter             | Hold                      | Tid        |
| 1. | Remco Evenepoel    | Deceuninck-Quick Step     | 7t 07' 04" |
| 2. | Tosh Van der Sande | Lotto-Soudal              | + 1' 33"   |
| 3. | Mads Pedersen      | Trek-Segafredo            | + 1' 36"   |
| 4. | Nick van der Lijke | Riwal Cycling Team        | + 1' 38"   |
| 5. | Mike Teunissen     | Jumbo-Visma               | + 1' 40"   |
| 6. | Anthon Charmig     | Uno-X DARE Development    | + 2' 16"   |
| 7. | Milan Menten       | Bingoal Pauwels Sauces WB | + 3' 31"   |
| 8. | Rasmus Tiller      | Uno-X Pro Cycling Team    | + 3' 33"   |
| 9. | Lucas Eriksson     | Riwal Cycling Team        | + 3' 33"   |
| 10. | Mattias Skjelmose  | Trek-Segafredo            | + 3' 43"   |

#### Pointkonkurrencen
| Pointkonkurrence | Pointkonkurrence | Pointkonkurrence | Pointkonkurrence | Pointkonkurrence |
| Rytter           | Rytter           | Hold             | Point            |                  |
| ---------------- | ---------------- | ---------------- | ---------------- | ---------------- |
| 1.               | Mads Pedersen    | Trek-Segafredo   |                  |                  |

#### Bakkekonkurrencen
| Bjergkonkurrence | Bjergkonkurrence   | Bjergkonkurrence | Bjergkonkurrence | Bjergkonkurrence |
| Rytter           | Rytter             | Hold             | Point            |                  |
| ---------------- | ------------------ | ---------------- | ---------------- | ---------------- |
| 1.               | Rasmus Bøgh Wallin | Danmark          |                  |                  |

#### Bedste unge rytter
| Ungdomskonkurrence | Ungdomskonkurrence | Ungdomskonkurrence    | Ungdomskonkurrence | Ungdomskonkurrence |
| Rytter             | Rytter             | Hold                  | Tid                |                    |
| ------------------ | ------------------ | --------------------- | ------------------ | ------------------ |
| 1.                 | Remco Evenepoel    | Deceuninck-Quick Step |                    |                    |

#### Holdkonkurrencen
| Holdkonkurrence | Holdkonkurrence | Holdkonkurrence | Holdkonkurrence |
| Hold            | Hold            | Tid             |                 |
| --------------- | --------------- | --------------- | --------------- |
| 1.              | Trek-Segafredo  |                 |                 |